# 昆庫斯蓬塔山
9°43′04″S 77°17′41″W / 9.71778°S 77.29472°W
昆庫斯蓬塔山（Kunkush Punta），是秘魯的山峰，位於該國北部安卡什大區，由雷奈伊省的卡塔克區負責管轄，屬於布蘭卡山脈的一部分，海拔高度4,907米。